# Уринбаев, Забихилло Бахтиёрович
Забихилло Бахтиёрович Уринбаев (узб. Zabihillo Baxtiyorovich O'rinboyev, Zabihillo Baxtiyor o'g'li O'rinboyev; род. 30 марта 1995 года; Ташкент, Узбекистан) — узбекистанский футболист. Нападающий клуба «Навбахор» и сборной Узбекистана.
Забихилло Уринбаев является воспитанником ташкентского «Бунёдкора». Свою профессиональую карьеру он начал в 2013 году именно в этом клубе. До сегодняшнего времени он выступает за «Бунёдкор», в котором провел более 10 матчей.
В 2011 году он был вызван в сборы юношеской сборной Узбекистана до 17 лет и в том году участвовал вместе со сборной на юношеском чемпионате мира 2011 в Мексике на котором сборная Узбекистана дошла до четвертьфинала. Всего за юношескую сборную, Уринбаев провел 30 матчей и забил 14 голов.
В 2013 году Уринбаев был вызван уже в молодёжную сборную Узбекистана и в том году участвовал вместе со сборной на молодёжном чемпионате мира 2013 в Турции, на котором сборная Узбекистана также дошла до четвертьфинала.

## Достижения
- Чемпион Узбекистана: 2013
- Обладатель Кубка Узбекистана: 2013
- Финалист Кубка Узбекистана: 2014
- Обладатель Суперкубка Узбекистана: 2014
- Чемпион Азии среди молодёжных команд: 2017